# سبورتنغ ماهونيس
نادي سبورتنغ ماهونيس الرياضي (بالإسبانية: Club de Fútbol Sporting Mahonés)‏ نادي كرة قدم إسباني يلعب في دوري الدرجة الثالثة . تم تأسيس النادي في سنة 1974 .